# パダン料理

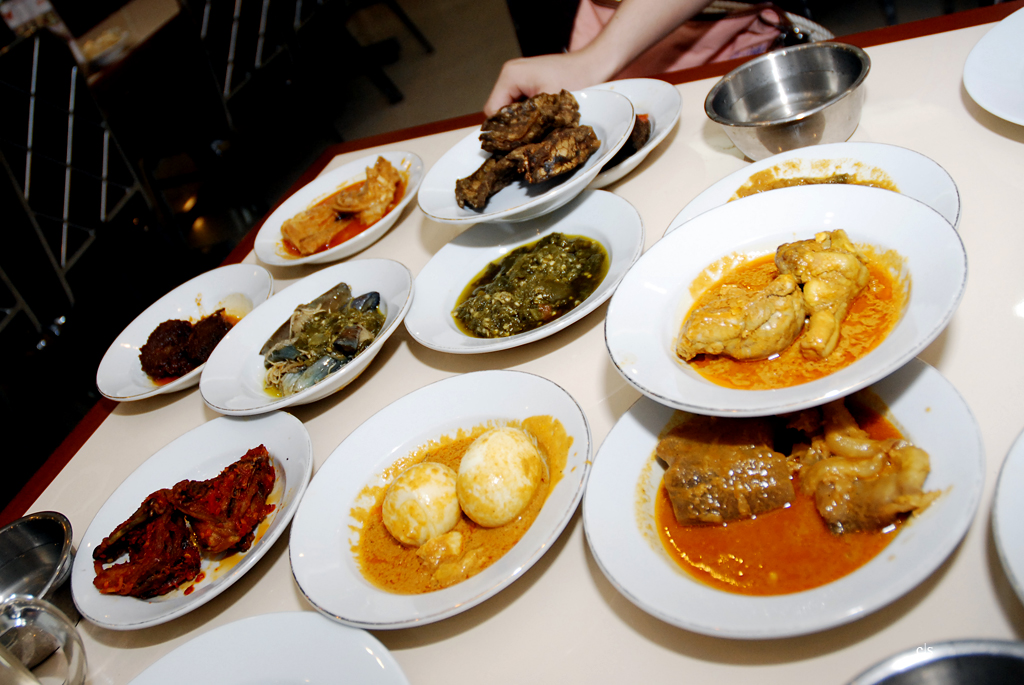
パダン料理店のテーブルに並べられた料理の数々。

パダン料理（パダンりょうり インドネシア語：Masakan Padang）はインドネシア西スマトラ州の伝統的料理。パダンは西スマトラ州の州都である。
西スマトラ州の民族はミナンカバウ人が大半を占めるため、その料理はミナンカバウ料理（ミナン料理）と呼ばれ、パダン料理はそのひとつであり、その他に有名なものとしてはカパウ地方のカパウ料理がある。しかしスマトラ島外や世界的には、ミナンカバウ料理は「パダン料理」の名前で呼ばれることが多い。料理店で使われる言葉であるナシ・パダン（パダンめし）、ナシ・カパウ（カパウめし）はそれぞれご飯(nasi)とおかずのセット料理のことを指す。
ミナンカバウ人はインドネシアでは料理に長けた民族と言われ、ミナン料理の評価は高く、ルンダンは全インドネシアを代表する料理として認識されている。また母系社会のミナンカバウ人の男性は各地に出稼ぎに行くことが多く、元々は出稼ぎ者向けで各地にできたミナン料理店を他民族も利用するようになったため、ミナン料理店はインドネシア全国に存在する。また近隣のマレーシアとシンガポールにもあり、ナシパダンなどの名で知られている。
多民族国家のインドネシアでは各民族の料理があり、基本的には自分の民族料理を多く食べるが、ミナン料理に関してはそれを超えて多く食されている。しかしミナン（ミナンカバウ）とは民族名であり、あえてそれを使わずパダン料理などとしている面がある。

## 概要
インドや中近東の料理の影響を受け、肉や野菜のカレーが多い。トウガラシを使った辛い料理が多い。インド料理と異なり、ココナッツミルクで煮込む料理が多い。使用される肉は牛肉、水牛、牛の腸、牛の脳、チキン、ダック。淡水魚はフナ、グラミー、タウナギ。野菜の種類は限られていて、キャッサバの葉、若いジャックフルーツ、ジュウロクササゲ、シダ、インゲンマメ、ネジレフサマメノキの豆とナス。一般的なスパイスはトウガラシ、シャロット、ニンニク、レモングラス、ショウガ、ウコン、ウコンの葉、ナンキョウ、コショウ、コリアンダー、キャンドルナッツ、乾燥したキャニモモ。デザートとお菓子以外、砂糖は使わない。サテパダンだけは例外的にクミンやカレー粉を使う。
伝統的にカトラリーは使わず、右手のみで食べる人が多い。それゆえ、食べる前に水の入った椀が用意されている場合それで手を洗う、又は近くにあるシンクで石けんで手を洗う。ただし近年では食事中のスマホ操作などのためにスプーンやフォークを使用する場合も多くなってきている。

## 代表的なパダン料理
カレー料理（グライ Ḡulai）はインド由来のカレー料理のカリ（Kari）とは区別され、複数の具材は使わず、単品（多くは肉類）のみの煮込み料理である。

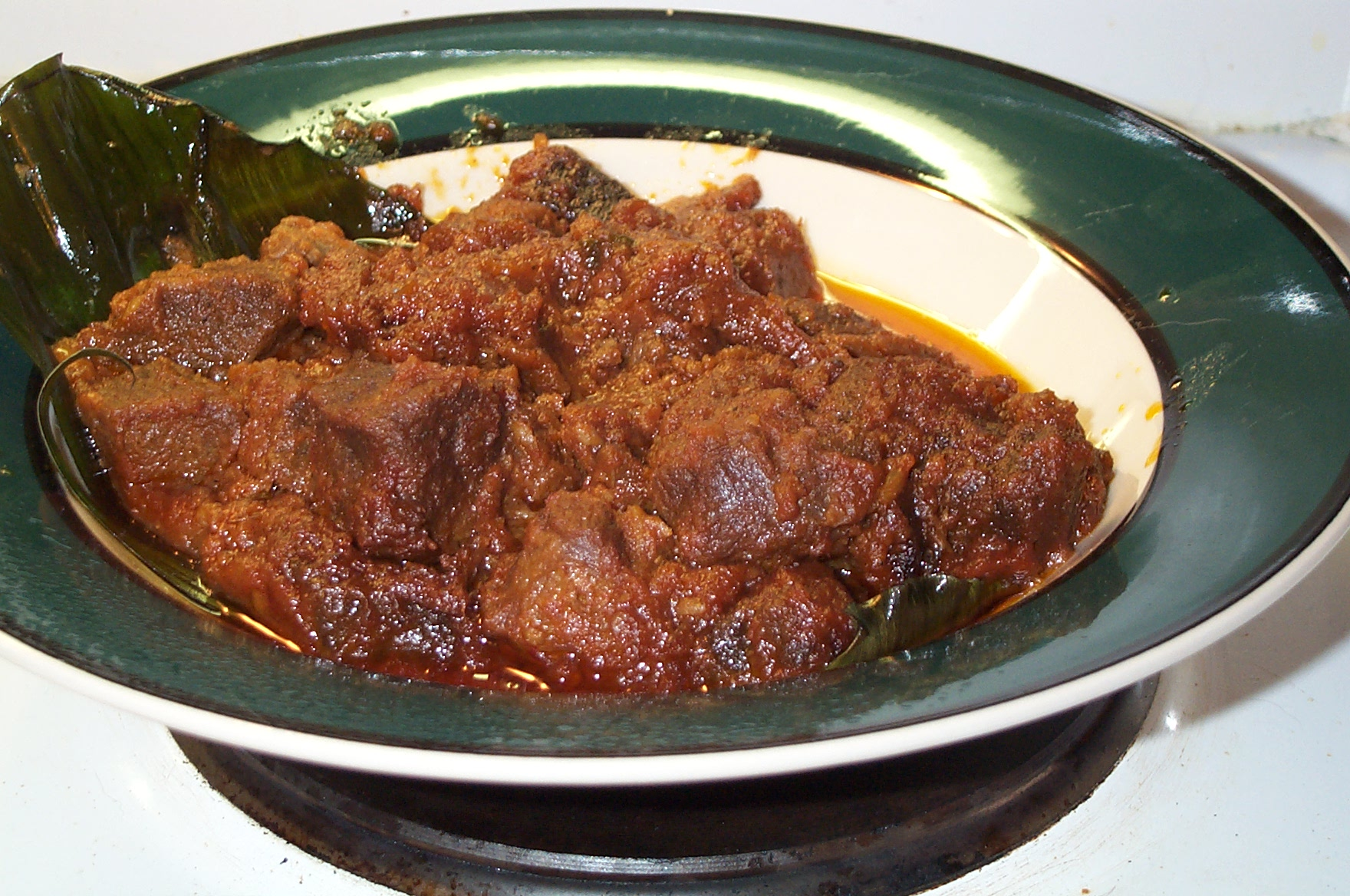
ルンダン

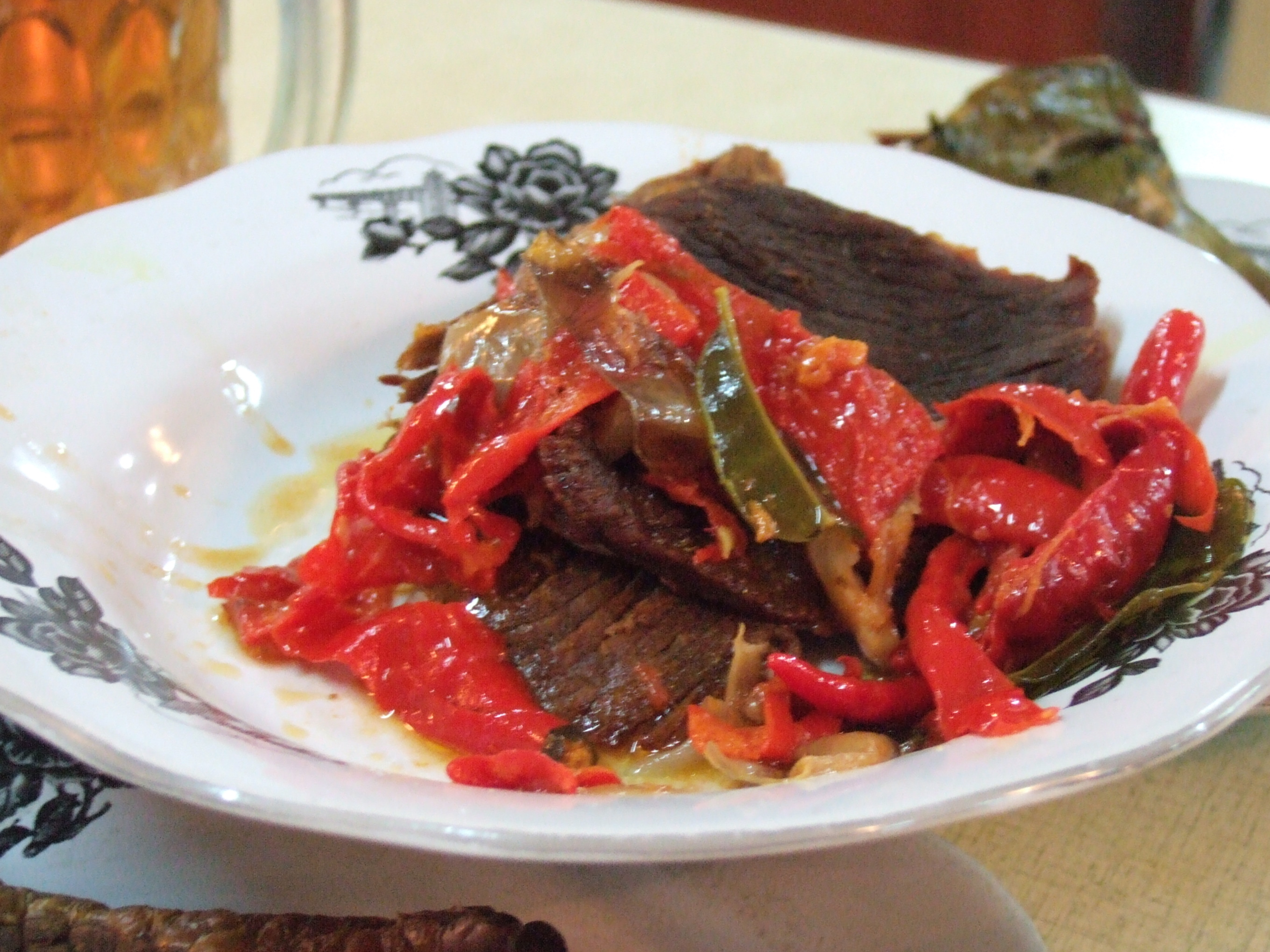
デンデンバラド

- ルンダン - 牛肉（水牛、ラム、牛の肺）カレー
- グライパク（インドネシア語版） - シダ（ワラビ）のカレー
- パンゲマシン（インドネシア語版） - 魚のカレー
- カリオダギアン（インドネシア語版） - 牛肉（水牛、ラム）カレー　別名 Rendang basah（濡れたルンダンの意味、ルンダンより煮込みが少ない）
- グライイティアク（インドネシア語版） - ダックカレー
- グライガジェボ - 牛（水牛）の蹄カレー
- グライチャンチャン（ミナンカバウ語版） - 骨付き水牛カレー
- グライカンビアン（インドネシア語版） - ヤギカレー
- グライアヤム - チキンカレー
- グライバナッ（インドネシア語版）（グライオタッ Gulai otak） - 牛（水牛）脳のカレー
- サンバラド・タナッ（ミナンカバウ語版） - 蒸したサンバル
- デンデンバラド（インドネシア語版） - サンバルで和えた牛肉ジャーキー
- デンデンバトコッ（インドネシア語版） - 緑色サンバルで和えた牛肉ジャーキー
- イカンバラド - サンバルで和えた魚
- イカンバカ - スパイシーな焼き魚
- ゴレンバルイッ - タウナギ唐揚げ
- アヤムポップ（ミナンカバウ語版） - 柔らかいフライドチキン

### 軽い食事

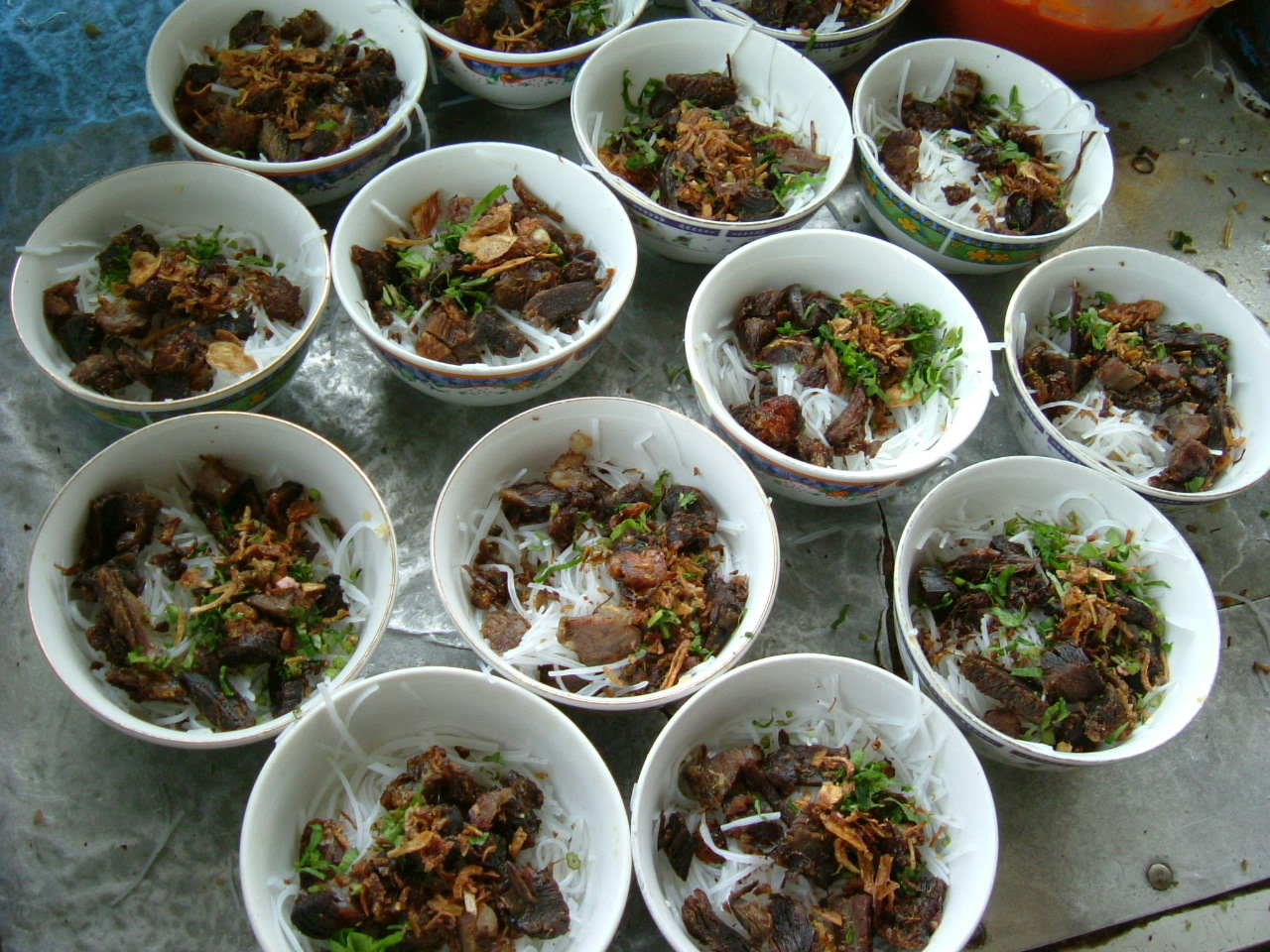
ソトパダン

- サテパダン（ミナンカバウ語版）（サテパリアマン、サテパダンパンジャン）- 牛肉と牛タンのサテ、カレー粥のようなソースで食べる。サテパリアマンのソースは赤く、サテサテパダンパンジャンのソースは黄色。
- ソトパダン（英語版） - 牛肉（水牛）スープ。朝食・昼食として食べる。
- クトゥパッピタラ（ミナンカバウ語版） - クトゥパッ（英語版）を野菜カレーで食べる
- ラマン（英語版） - 若竹の筒で炊いたもち米
- ラマンタパイ（インドネシア語版） - 若竹の筒で炊いたもち米を発酵したもち米（タパイ）と一緒に食べる
- カタンドゥリアン（ミナンカバウ語版） - 炊いたもち米をドリアンと一緒に食べる
- カタンサリカヨ（ミナンカバウ語版） - 炊いたもち米をカヤジャム（ココナッツミルク、黒砂糖、玉子）と一緒に食べる
- ブブアカンピウン（インドネシア語版） - ココナッツミルクで煮込んだバナナともち米の粥

### スナック
- ガラマイ（ミナンカバウ語版） - もち米と砂糖のお菓子。結婚式や祝賀会のお土産として使われる
- クリピッサンジャイ（インドネシア語版） - キャッサバチップス、サンバルで和えたものは*クリピッバラド（Keripik Balado）

### 飲み物
- エステバッ（インドネシア語版） - もち米粉とサゴ粉で作られたかき氷、コンデンスミルクを使用
- テータルア（ミナンカバウ語版） - 鶏もしくはアヒルの卵黄もしくは全卵を泡立てて熱いジャスミン茶を注いだもの、好みにより少量の柑橘ジュースを加える

## レストランのスタイル

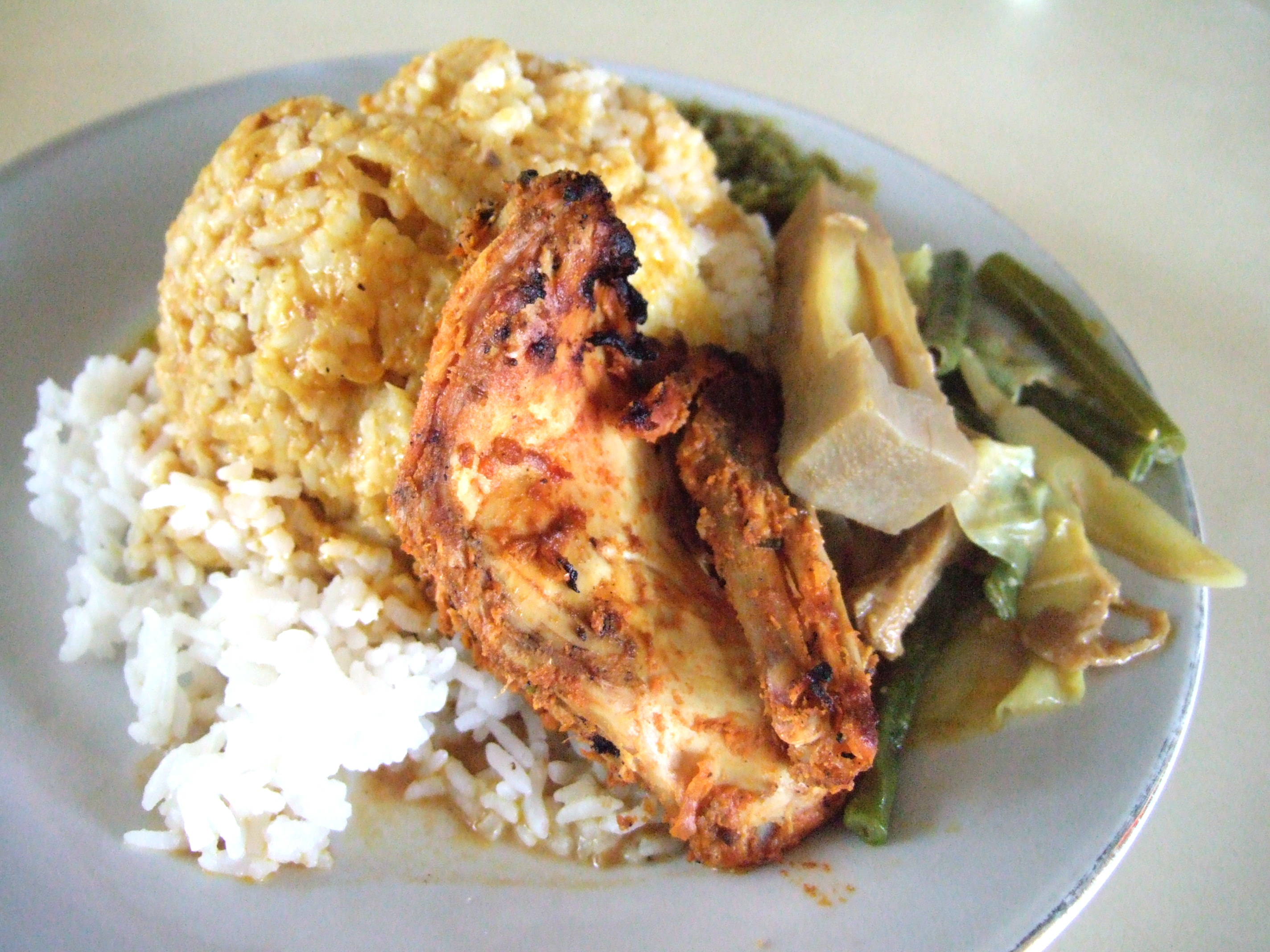
グリルチキンのナシラマス

料理は基本的に作り置きであり、店の外から見て客がわかりやすいように、一箇所にまとめて盛られている。種類ごとに皿に盛りつけて、飾り棚にピラミッドのように重ねていることが多い。客は注文の必要が無くテーブルにつくとウエーターがご飯とおおむね10種類以上のおかず料理を出す。両手両腕を使って給仕人が上手にバランスを取って料理を客のテーブルに運ぶ。カレー類と汁があるおかずはスプーンで皿から取る。食べたくない料理には触れない。食べたいおかずだけで食べて、その分の代金を払う。客が触れなかった料理は別の客に出すのがスタイルになっているが、近年ではコロナ禍もあり、衛生的な観点から客に注文を聞き、注文したもののみが供されることが多くなってきている。
店内にはメニューや料金の表示がない場合もあり、知りたい場合はウエーターに説明してもらう。観光客には料金や調理の面で不安要素はあるが、多くのパダン料理はチェーン店で、誠実かつ衛生面の問題も少く、仮に代金を水増しされたとしても西欧の基準からすれば非常に安価である。多くのおかず料理が要らない場合、飾り棚に行って好きなものだけを注文する。
また持ち帰り（ブンクス bungkus 「包む」の意味）の客も多く、ワックスペーパー（以前はバナナの葉を多用）を斜めに巻いて円錐型の空間を作り、そこにご飯を盛り、注文した料理のほか、付け合せになるサンバルや煮込み料理の汁（クア kua）を加え、プラスチック袋に入れる。またスープ類もプラスチック袋に入れ漏れないようにしっかりと括っている。これを「お好みおかず乗せご飯」としてナシチャンプル（nasi campur）、もしくはナシラマス（nasi ramas）と言う。campur（マレー語由来）とramas（ジャワ語由来）には「混ぜ合わせる」といった意味がある。

### 代表的なチェーン店
- スデルハナ（Sederhana）- パダン料理
- プトラ・ミナン（Putra Minang） - ミナン料理
- シンパン・ラヤ（Simpang Raya）- パダン料理
- マック・チァッ（Mak Ciak）- ミナン料理
- サリ・ラトゥー（Sari Ratu）- パダン料理
- ガルダ（Garuda） - ミナン料理、マレー料理
- パギソレ（Pagi Sore）- パダン料理
- ドゥータ・ミナン（Duta Minang）- ミナン料理
- ナトラブ（Natrabu） - ミナン料理
- パッ・チマン（Pak Ciman） - カパウ料理
- スタン・マンクト（Sutan Mangkuto） - カパウ料理